# ジャンヌ・ド・ダンマルタン
ジャンヌ・ド・ダンマルタン （Jeanne de Dammartin、1220年頃 - 1279年3月16日）は、フランスのオマール女伯、ポンチュー女伯。オマール伯シモン・ド・ダンマルタンとポンチュー女伯マリーの子。母方の祖母はフランス王女アデル。

## 生涯
1230年頃、父シモンがフランス王ルイ9世との婚約を整えるが、後にルイによって破棄された。1237年、ブルゴスにてカスティーリャ・レオン王フェルナンド3世と結婚し、5子をもうけた。カスティーリャ語ではフアナ・デ・ダンマルティン（Juana de Danmartín）と呼ばれた。
- フェルナンド（1238年 - 1264年） - オマール伯
- レオノール（1241年 - 1290年） - ポンチューおよびモントルイユ女伯。1254年にイングランド王エドワード1世と結婚。
- ルイス - マルチェダおよびスエロス領主
- ヒメノ（1244年没）
- フアン（1244年没）

1252年にフェルナンド3世に先立たれると、ジャンヌは引退し自分の領地に戻った。1254年頃、ファルヴィーおよびラ・エレル領主ジャン・ド・ネールと再婚、2子をもうけた。
- ギー - アルスレーヌおよびオカンクール領主
- イド（フィリップ） - フランス元帥ロベール8世ベルトラン・ド・ブリックベックと結婚

1259年、従姉であるブローニュ女伯およびダンマルタン女伯マティルド・ド・ダンマルタンが死ぬと、ジャンヌはブローニュ伯領の相続を目論んだ。しかし、パリ高等法院は1262年に裁定を下し、ブローニュ伯領はアデライード・ド・ブラバン（母がブローニュ女伯マリーの娘）に、ダンマルタン伯領はル・ヴォーマン領主マチュー・ド・トリに相続させた。